# Distylium myricoides
Distylium myricoides là một loài thực vật có hoa trong họ Hamamelidaceae. Loài này được Hemsl. miêu tả khoa học đầu tiên năm 1909.